# Tunisie aux Jeux africains (athlétisme)
Le palmarès en athlétisme de la Tunisie aux Jeux africains est de 42 médailles obtenues entre les premiers championnats organisés en 1965 à Brazzaville et ceux de 2015 à Brazzaville.
Dans le détail, on compte 18 médailles d'or, quinze médailles d'argent et neuf médailles de bronze.

## Médaillés
| Nom    | Médaille d'or | Médaille d'argent | Médaille de bronze | Total |
| Hommes | 9             | 8                 | 9                  | 26    |
| Femmes | 9             | 7                 | 0                  | 16    |

| Année | Médaille d'or | Médaille d'argent | Médaille de bronze | Total |
| 1965  | 0             | 0                 | 0                  | 0     |
| 1973  | 0             | 0                 | 0                  | 0     |
| 1978  | 2             | 3                 | 0                  | 5     |
| 1987  | 1             | 1                 | 0                  | 2     |
| 1991  | 0             | 0                 | 0                  | 0     |
| 1995  | 1             | 3                 | 1                  | 5     |
| 1999  | 2             | 2                 | 1                  | 5     |
| 2003  | 3             | 1                 | 1                  | 5     |
| 2007  | 5             | 1                 | 4                  | 10    |
| 2011  | 3             | 3                 | 0                  | 6     |
| 2015  | 1             | 1                 | 2                  | 4     |
| Total | 18            | 15                | 9                  | 42    |

| Classement |

| 400 m : - Sofiane Labidi - Jeux africains de 2003 Saut en hauteur : - Kawther Akrémi - Jeux africains de 1978 Saut à la perche : - Choukri Abahnini - Jeux africains de 1987 - Abdellatif Chekir - Jeux africains de 1987 - Mohamed Bédoui - Jeux africains de 1999 - Béchir Zaghouani - Jeux africains de 2003 - Abderrahmane Tamada - Jeux africains de 2007 - Hamdi Dhouibi - Jeux africains de 2007 - Leila Ben Youssef - Jeux africains de 2007 - Dora Mahfoudhi - Jeux africains de 2011 - Jeux africains de 2015 - Syrine Balti - Jeux africains de 2015 - Mohamed Romdhana - Jeux africains de 2015 | 400 mètres haies : - Mohamed Sghaïer - Jeux africains de 2015 Triple saut : - Mohamed Karim Sassi - Jeux africains de 1995 Lancer du disque : - Abderrazak Ben Hassine - Jeux africains de 1978 - Fethia Jerbi - Jeux africains de 1978 - Monia Kari - Jeux africains de 1995 - Jeux africains de 1999 - Jeux africains de 2007 Lancer du poids : - Mohammed Meddeb - Jeux africains de 2007 Lancer du marteau : - Youssef Ben Abid - Jeux africains de 1978 - Mohamed Karim Horchani - Jeux africains de 1995 - Saber Souid - Jeux africains de 2003 - Jeux africains de 2007 - Sarra Ben Saad - Jeux africains de 2011 | Lancer du javelot : - Ali Memmi - Jeux africains de 1978 - Fatma Zouhour Toumi - Jeux africains de 1995 - Maher Ridane - Jeux africains de 1999 - Mohamed Ali Kebabou - Jeux africains de 2007 - Aïda Sellam - Jeux africains de 1999 - Jeux africains de 2003 Décathlon : - Anis Riahi - Jeux africains de 1995 - Jeux africains de 1999 - Hamdi Dhouibi - Jeux africains de 2007 20 km marche : - Hatem Ghoula - Jeux africains de 2003 - Jeux africains de 2007 - Hassanine Sebei - Jeux africains de 2011 - Hédi Teraoui - Jeux africains de 2011 - Chaima Trabelsi - Jeux africains de 2007 - Jeux africains de 2011 - Olfa Lafi - Jeux africains de 2011 |